# Mạng lưới Báo chí Trái đất
Mạng lưới Báo chí Trái Đất (Earth Journalism Network / EJN) là dự án của Internews và Internews Europe với mục đích tăng cường năng lực của các nhà báo môi trường từ các nước đang phát triển trên khắp thế giới. Internews là một tổ chức phi chính phủ quốc tế với sứ mệnh tăng cường năng lực cho truyền thông địa phương trên khắp thế giới nhằm cung cấp tin tức và thông tin cần thiết cho mọi người, khả năng kết nối và phương tiện giúp họ lên tiếng. Thông qua các khóa tập huấn, việc xây dựng các tài liệu huấn luyện và tham khảo, các nền tảng rộng hơn phục vụ sản xuất và phân phối, và việc trao các khoản hỗ trợ nhỏ, EJN đã hoạt động nhằm thiết lập và tăng cường mạng lưới các nhà báo môi trường kể từ khi thành lập vào năm 2006. Thành viên của EJN là hàng ngàn nhà báo từ 70 quốc gia trên thế giới. Họ cùng nhau sản xuất hơn 3.500 sản phẩm trên báo in, radio và trang tin tập trung vào các vấn đề như biến đổi khí hậu, nước, sức khỏe môi trường, tài nguyên biển và vùng ven biển.

## Hoạt động:

### Học bổng
Vừa độc lập, vừa phối hợp với các tổ chức khác, Mạng lưới Báo chí Trái Đất trao học bổng cho những nhà bào hàng đầu, giúp họ có thể tham dự những sự kiện và hội thảo quan trọng trong lĩnh vực môi trường. Tại những sự kiện thượng đỉnh, bao gồm nhiều sự kiện của COPs (Conferences of the Parties) và Rio+20, các nhà báo tham gia các hoạt động xây dựng năng lực và đưa tin về diễn tiến của sự kiện trên các phương tiện truyền thông ở quê nhà. Trước và trong khi diễn ra các sự kiện này, EJN tổ chức nhiều buổi tập huấn nhằm trang bị cho phóng viên kỹ năng nhà báo môi trường tốt nhất.

#### Chương trình Học bổng Báo chí Trái Đất
Vào đầu năm 2013, Mạng lưới Báo chí Trái Đất thiết lập quan hệ đối tác với Trường Liên lạc thuộc Đại học California ở Berkeley. Trọng tâm của sự phối hợp này là một khóa ở trình độ tốt nghiệp về đưa tin môi trường trên thế giới, bao gồm các chuyến đi viết tin bài ở nước ngoài, và trong những năm tới sẽ cung cấp học bổng cho các nhà báo nước ngoài đang trong nghề được tham dự một học kỳ tại Đại học California ở Berkeley.

#### Các khoản hỗ trợ nhỏ Báo chí Trái Đất
Được thiết kế nhằm khuyến khích phát minh và sáng tạo trong lĩnh vực đưa tin về môi trường, việc thiết lập các mạng lưới nhà báo môi trường mới và xây dựng năng lực cho các nhà báo, Dự án Các khoản hỗ trợ nhỏ Báo chí Trái Đất đến nay đã hỗ trợ 10 dự án tại 10 quốc gia khác nhau trên thế giới. Vào năm 2012, có 5 dự án tại Argentina, Cộng hòa Trung Phi, Ấn Độ, Philippines và Tunisia chia sẻ 50.000 USD để giúp phát triển các mạng lưới nhà báo môi trường đồng thời tăng cường năng lực cho các mạng lưới hiện hữ.

### Báo chí Địa chất
Mạng lưới Báo chí Trái Đất phối hợp với tổ chức phi lợi nhuận O Eco của Brazil ra mắt InfoAmazonia vào năm 2012. Đây là một bản đồ kỹ thuật số tương tác có thể theo dõi sự suy thoái môi trường ở vùng Amazon do ảnh hưởng từ việc khai thác mỏ, phá rừng và khai thác dầu mỏ, và giúp truyền thông môi trường trong khu vực đưa tin. Một công cụ bản đồ tương tự mang tên Climate Commons được phát triển cho Mỹ vào năm 2013.

### Kêu gọi

#### Vụ ám sát Hang Serei Oudom
Vào tháng 9.2012, Mạng lưới Báo chí Trái Đất và Tổ chức các Nhà báo Môi trường (Society of Environmental Journalists) tiến hành điều tra vụ ám sát nhà báo môi trường Hang Serei Oudom. Oudom trước đó đã viết về nạn khai thác gỗ lậu trên tờ Vorakchun Khmer Daily, trước khi thi thể anh được tìm thấy với nhiều vết búa ở đầu. Nhà báo Andrew Revkin của tờ The New York Times cũng kêu gọi ký tên nhằm gây sự chú ý đến trường hợp này trên trang blog Dot Earth.

## Lãnh đạo
James Fahn, nhà báo chuyên tập trung vào các vấn đề môi trường ở các nước đang phát triển, là Tổng giám đốc của Mạng lưới Báo chí Trái Đất. Trong vòng 5 năm kể từ thập niên 1990s, Fahn thường trú tại Thái Lan làm phóng viên và biên tập viên cho tờ The Nation, nhật báo tiếng Anh ở Bangkok, và dẫn một chương trình truyền hình. Ông là nhà đồng sáng lập tổ chức Hiệp hội Các nhà báo Môi trường Thái Lan. Fahn nhận giải thưởng Global 500 Award của UNEP vì thành tích đưa tin về môi trường trên tờ The Nation, và được Công chúa Maha Chakri Sirindhorn ghi nhận vì sự phục vụ tại Thái Lan. Quyển A Land on Fire của ông xuất bản vào năm 2003 gợi lại các vấn đề và vụ lùm xùm mà ông từng vạch trần khi viết về môi trường ở Đông Nam Á. Ông có bằng Thạc sỹ về quan hệ quốc tế tại Đại học Columbia.

## Hỗ trợ
Hoạt động của Mạng lưới Báo chí Trái Đất được hỗ trợ tài chính bởi Marisla Foundation, John D. and Catherine T. MacAthur Foundation, Wallace Alexander Gerbode Foundation, V. Kann Rasmussen Foundation, Germeshausen Foundation, Flora Family Foundation, Rockerfeller Brothers Fund, David and Lucile Packard Foundation, Heising-Simons Foundation, the Ford Foundation, the Howard G. Buffett Foundation, the Kendeda Fund, the Christensen Fund, the Oak Foundation, the Smart Family Foundation, the Edgerton Family Foundation, the European Commission, the U.K. Department for International Development, the Swedish International Development Agency, the United Nations Foundation, the U.N. Environment Programme, the World Bank, the Alumni Fund of the Philanthropy Workshop West at the Tides Foundation và một nhà hảo tâm không nêu tên trong gia đình Rockefeller.
EJN có mối quan hệ đối tác chiến lược với International Center for Communications Development ở Trung Quốc, the Society of Indonesian Environmental Journalists (SIEJ), the Vietnam Forum of Environmental Journalists (VFEJ), the Network of Climate Change Journalists from the Greater Horn of Africa (NECJOGHA), the Mexican Network of Environmental Journalists (REMPA), the Philippines Network of Environmental Journalists (PNEJ), the Thai Society of Environmental Journalists, the Forum of Environmental Journalists of India (FEJI), the Society of Environmental Journalists (SEJ) in the U.S., the Union of Environmental Journalists (Sierra Leone), the Cambodian Institute for Media Studies, The Moscow Times, European Youth Press, the Peruvian Provincial Journalists Network, the International Institute for Environment and Development (IIED), the Panos Institute, China Dialogue, the International Union for the Conservation of Nature (IUCN), O Eco in Brazil, và Environment News Trust.